# Abarth

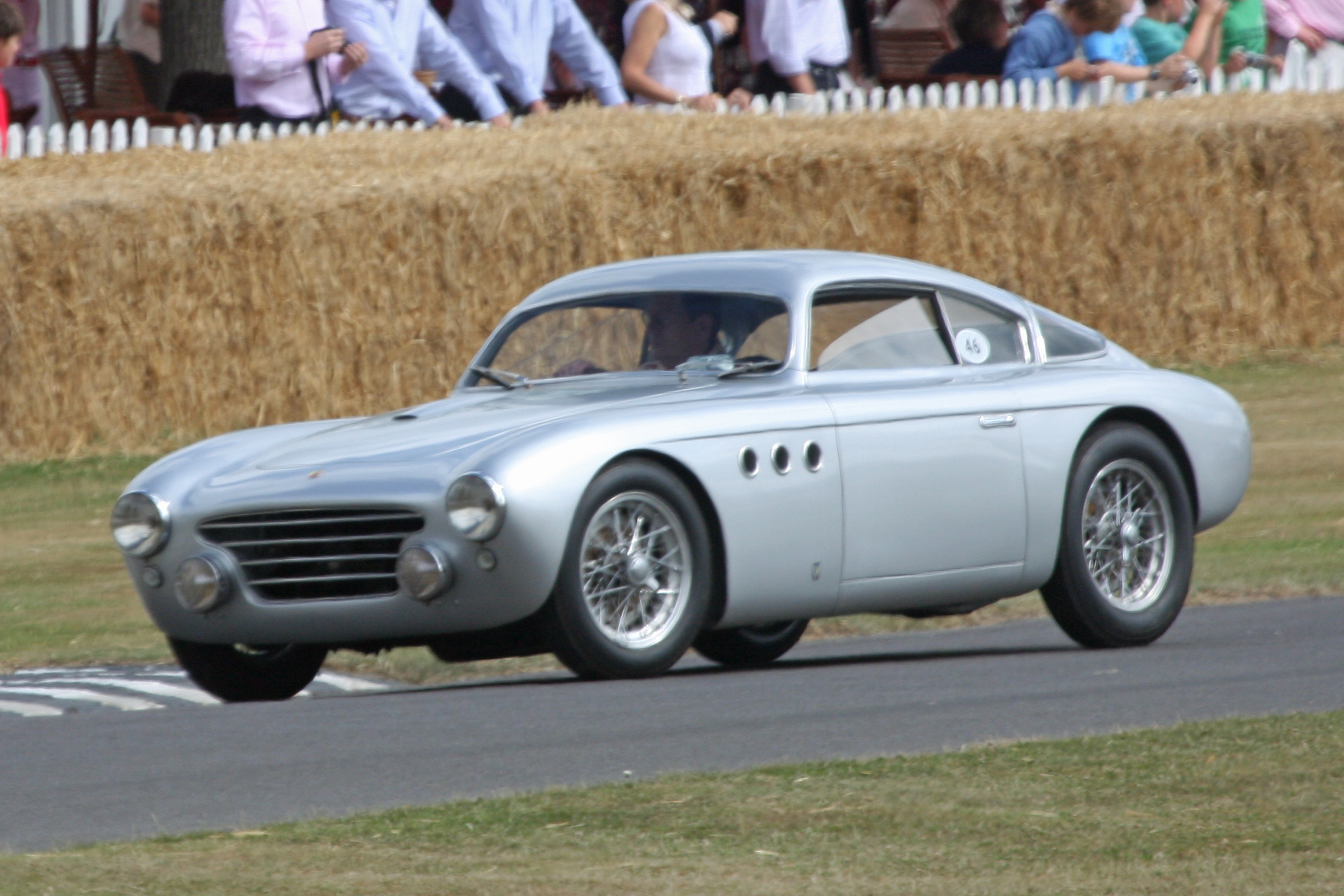
Abarth 205 Monza 1950

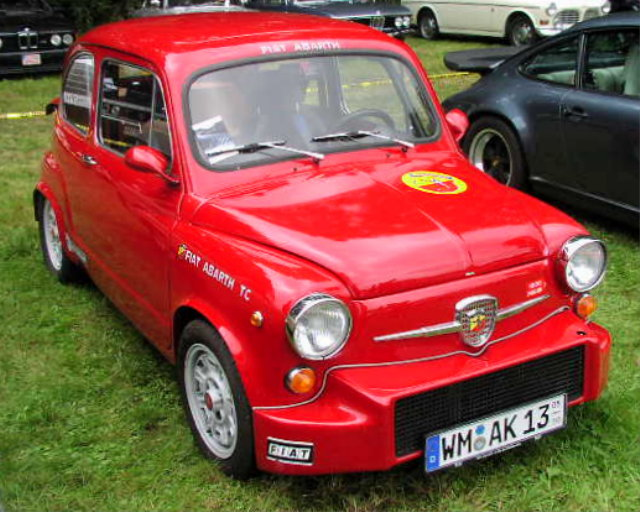
Abarth 850TC (baserad på Fiat 600).

Abarth & C. S.p.A. är en italiensk biltillverkare som byggde bilar i egen regi mellan 1950 och 1971. Företaget ägs idag av Fiat (Fiat Chrysler Automobiles), som använt namnet på sina sportigaste modeller.

## Historia

### Abarth som självständig tillverkare
Carlo Abarth hade varit delaktig i Cisitalia-projektet innan han startade eget. Abarth hade sin verksamhet i Bologna innan bolaget flyttade till Turin. Abarth tillverkade trimningssatser till Fiat samt avgassystem till många andra bilmärken. Abarths första bil var baserad på Cisitalia, senare användes Fiat Balilla 1100 som bas. Dessa tidiga Abarth-bilar byggdes bara i enstaka exemplar. 
Produktionen tog fart först 1955, då Abarth började modifiera Fiats Nuova 500- och 600-modeller. Produktionen följde två linjer: dels bilar med originalkaross, dels helt egna bilar med sportkarosser från Carrozzeria Allemano eller Zagato. Bilarna såldes antingen med trimmade stötstångsmotorer från Fiat, eller med Abarths egen avancerade motor med dubbla överliggande kamaxlar. Runt 1960 byggde Abarth några specialkarosser till Porsche 356 samt den stora GT-vagnen Abarth 2200, baserad på Fiat 2300.
1962 inledde Abarth ett samarbete med den franska tillverkaren Simca, baserat på svansmotorbilen Simca 1000. Resultatet följde den inslagna linjen från de Fiat-baserade modellerna: kunden kunde få allt från en originalkaross och lätt trimmad motor till en sportig coupé med riktig Abarth-motor. 1966 fördjupades samarbetet med Fiat och Simca-modellerna försvann. Istället kom nya bilar baserade på Fiat 850.
Abarth drev racingstall inom både standardvagnsracing och sportvagnsracing. Tävlingsverksamheten kostade stora pengar och 1971 köptes företaget upp av Fiat. Racingstallet såldes till Osella.

### Abarth som del av Fiat

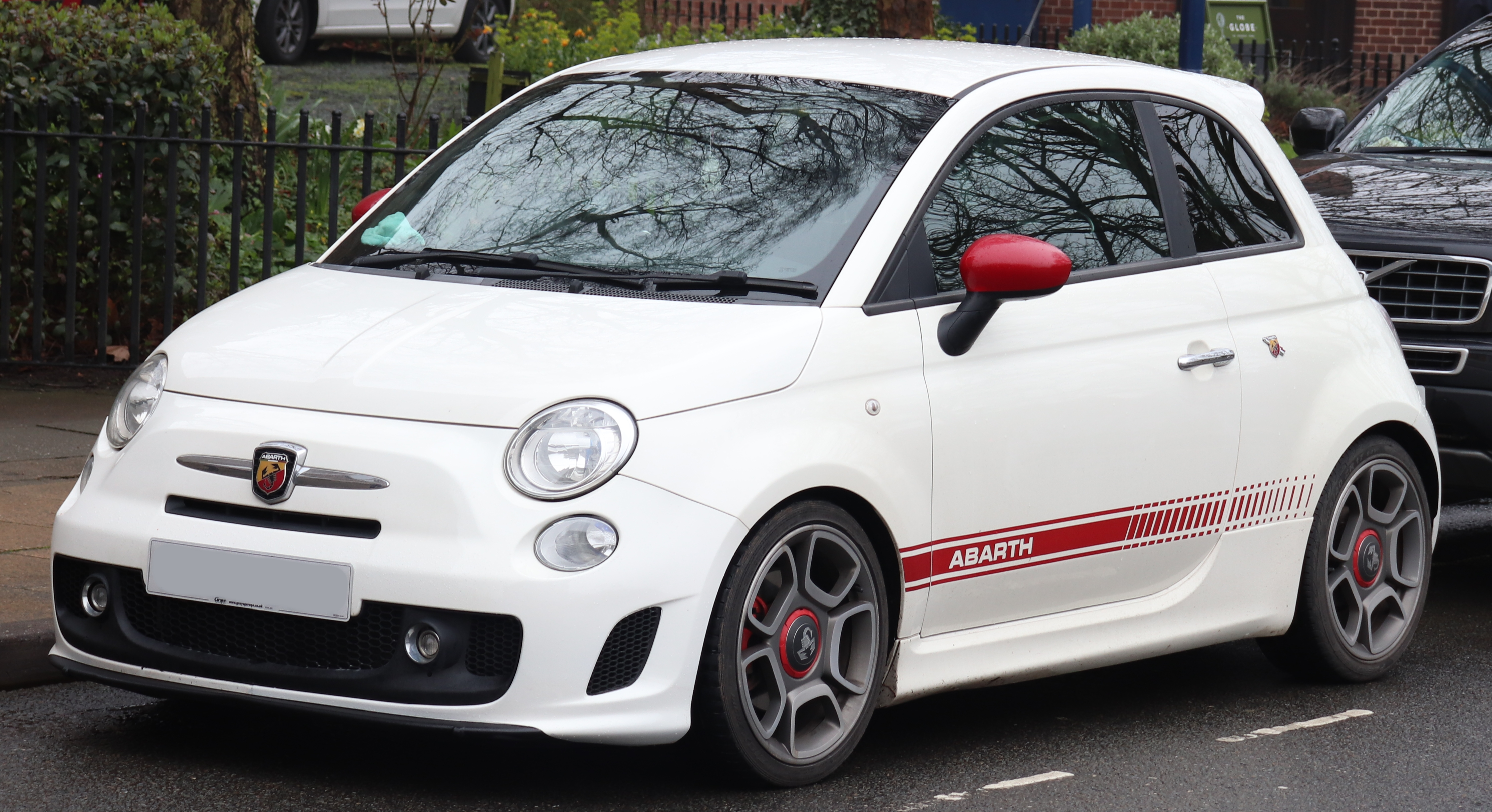
Abarth 500

Hos Fiat fick Abarth ansvaret för rallysatsningen, vilket bland annat ledde till tre mästerskapstitlar i slutet av 1970-talet. På 1980-talet var man inblandad i Lancias framgångsrika rallysatsning.
Fiat nöjde sig länge med att klistra dit Abarth-namnet på de starkaste versionerna på modeller som Autobianchi A112 och Fiat Ritmo. 2007 var det dags för en nystart, då Fiat bildade Abarth & C. S.p.A. Det nya företaget ska ta fram speciella tävlingsversioner av modeller som nya 500 och Grande Punto, motsvarande Audis Quattro GmbH och BMW M.